# Triumphpforte

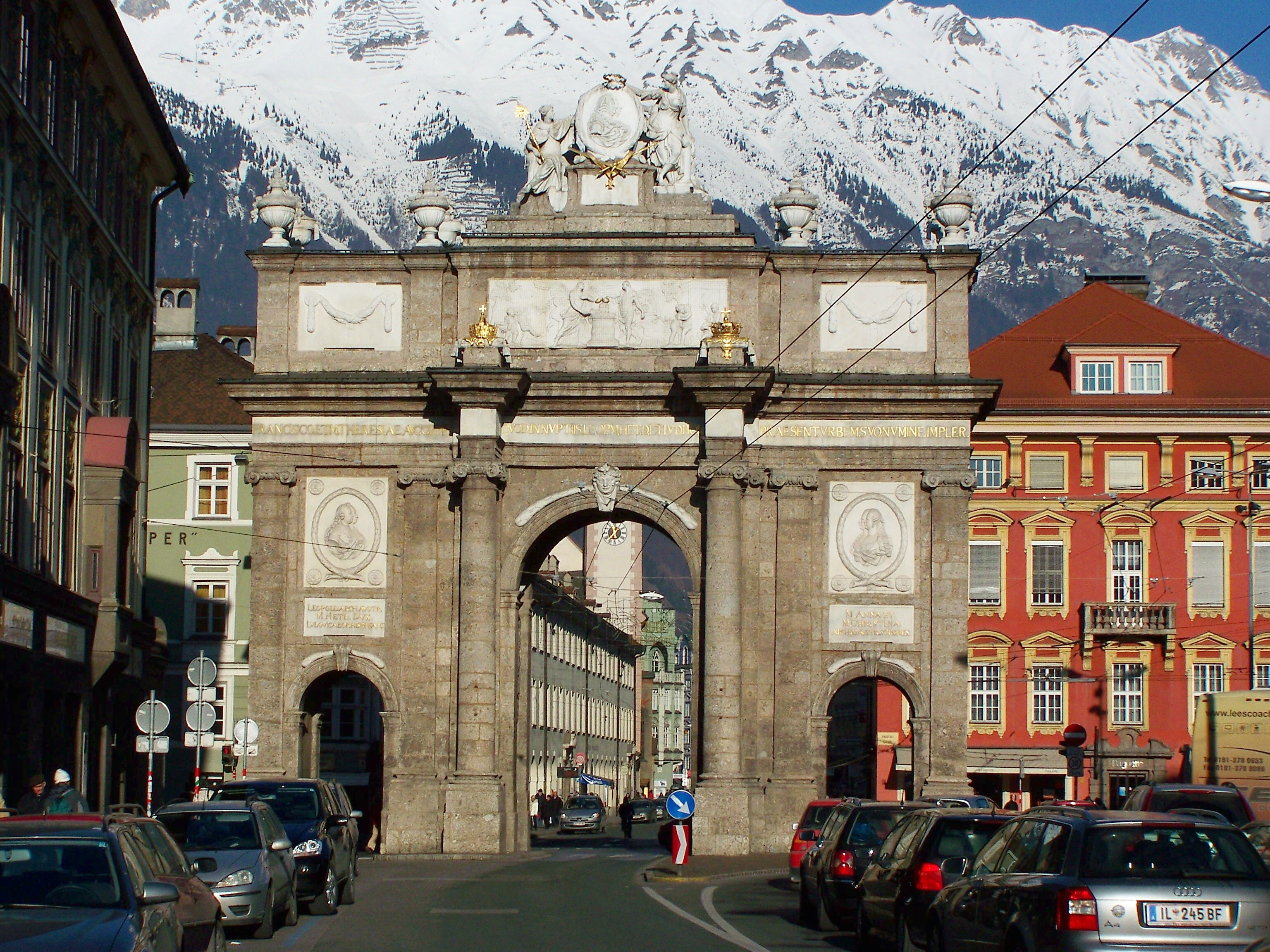
Triumphpforte von Süden

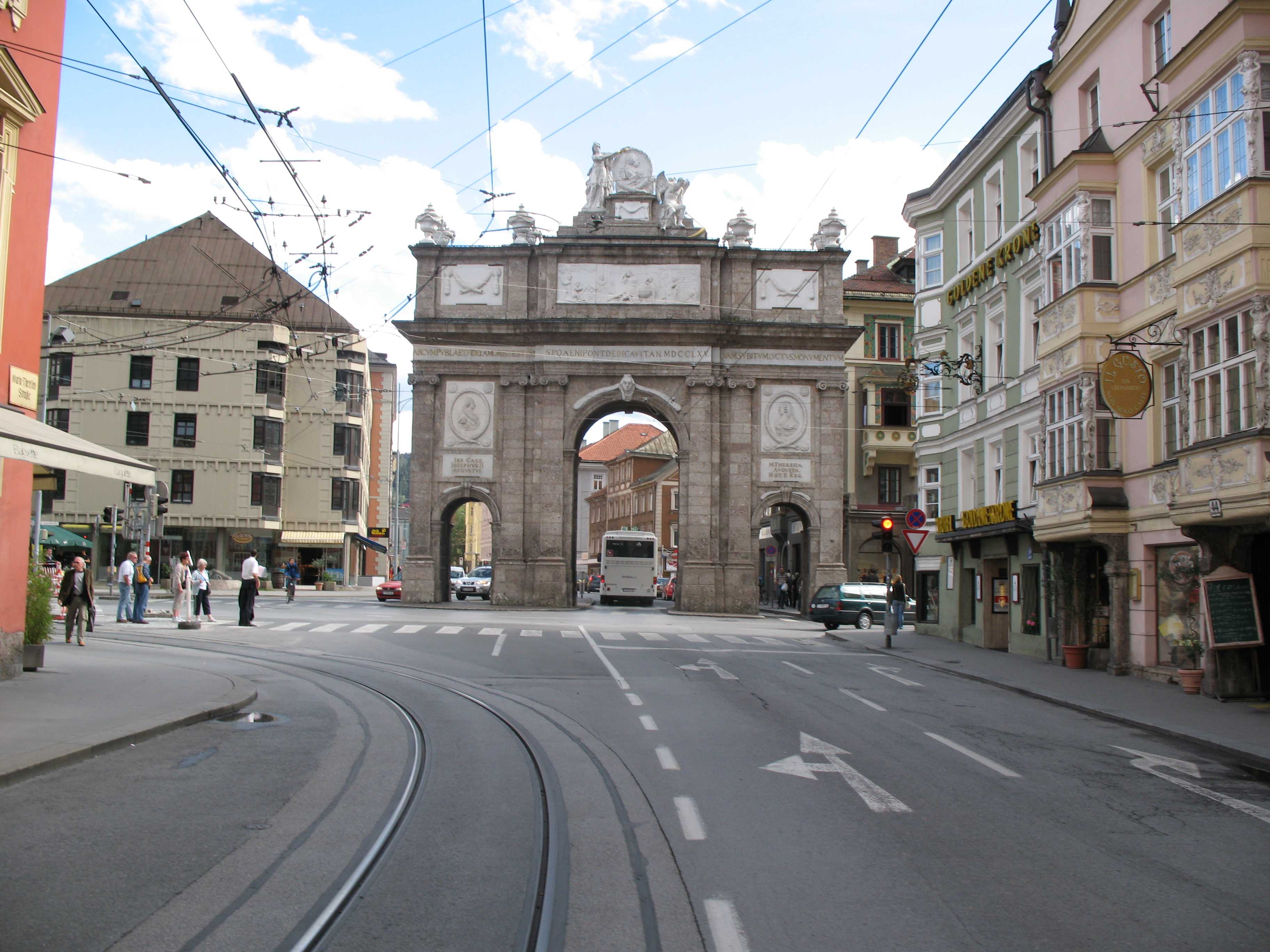
Triumphpforte von Norden

Die Triumphpforte gehört zu den bekanntesten Sehenswürdigkeiten von Innsbruck. Sie befindet sich am südlichen Ende der heutigen Maria-Theresien-Straße, seinerzeit dem südlichen Stadtausgang.
Erbaut wurde dieser Triumphbogen 1765 aus Anlass der Hochzeit von Erzherzog Leopold, dem zweiten Sohn von Kaiserin Maria Theresia und Franz Stephan von Lothringen, mit der spanischen Prinzessin Maria Ludovica am 5. August 1765. Da Leopolds Vater Franz Stephan unerwartet kurz nach der Hochzeit am 18. August 1765 starb, wurden auch Trauermotive anlässlich seines Todes in der Triumphpforte verarbeitet. Die Südseite zeigt Motive im Sinne der Hochzeit des jungen Paares, die Nordseite solche, die auf den Tod des Kaisers hinweisen.
In Innsbruck entschied man sich entgegen sonstigen Usancen dafür, die Triumphpforte nicht aus Holz, sondern aus Stein zu erbauen. Dabei wurden Quader aus Höttinger Brekzie, welche aus dem abgebrochenen Vorstadttor am Ausgang der Altstadt in die heutige Maria-Theresien-Straße stammen, wiederverwendet. Die Ausführung oblag Constantin Walter und Johann Baptist Hagenauer. 1774 wurden die von Hagenauer in Stuck angelegten Reliefs durch Balthasar Ferdinand Moll in Sterzinger Marmor gearbeitet.
Der reliefierte Bildschmuck zeigt sowohl Staatssymbole der Habsburgermonarchie als auch personen- und ereignisbezogene Darstellungen:
- der österreichische Erzherzogshut mit dem Orden vom Goldenen Vlies
- die böhmische Wenzelskrone mit dem von Maria gestifteten ungarischen Stephansorden
- eine Darstellung von Kaiserin Maria Theresia und Franz Stephan mit Lorbeerkranz und Portraitmedaillons der beiden
- eine Profildarstellung des Hochzeitspaares Erzherzog Leopold und Prinzessin Maria Ludovica
- Porträts der Herzogin Karoline von Lothringen und des Herzogs Karl von Lothringen, Bruder des Kaisers Franz Stephan

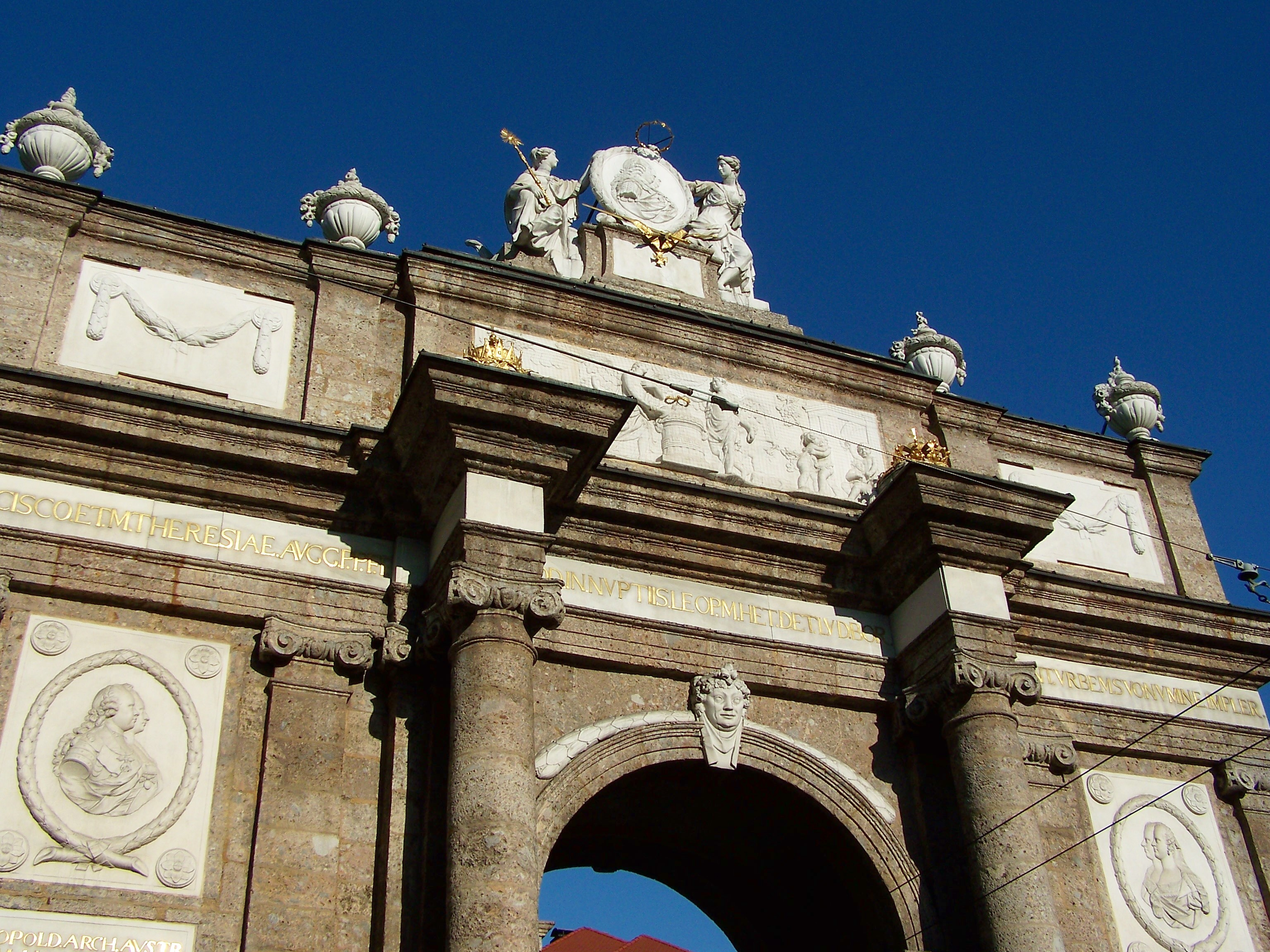
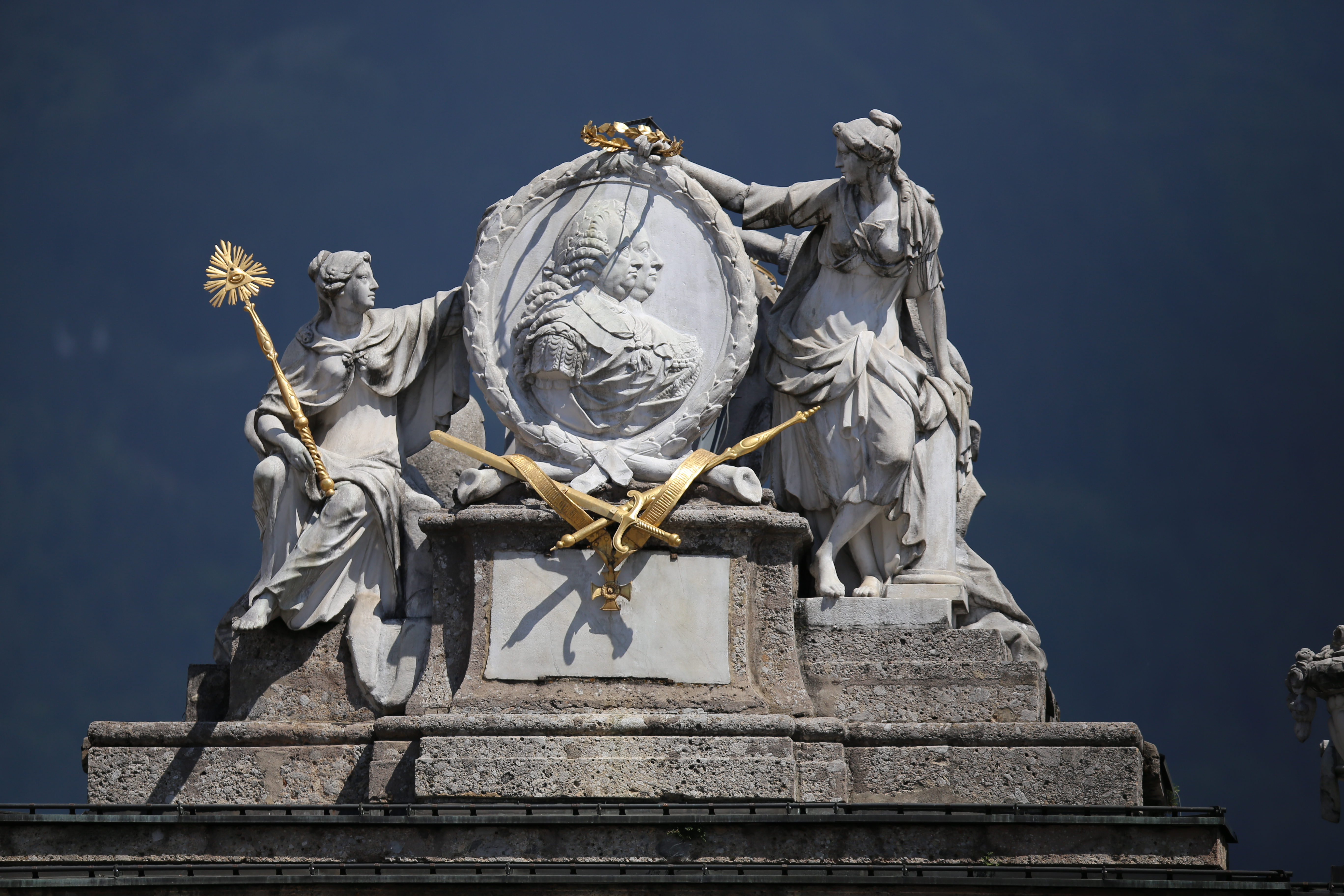
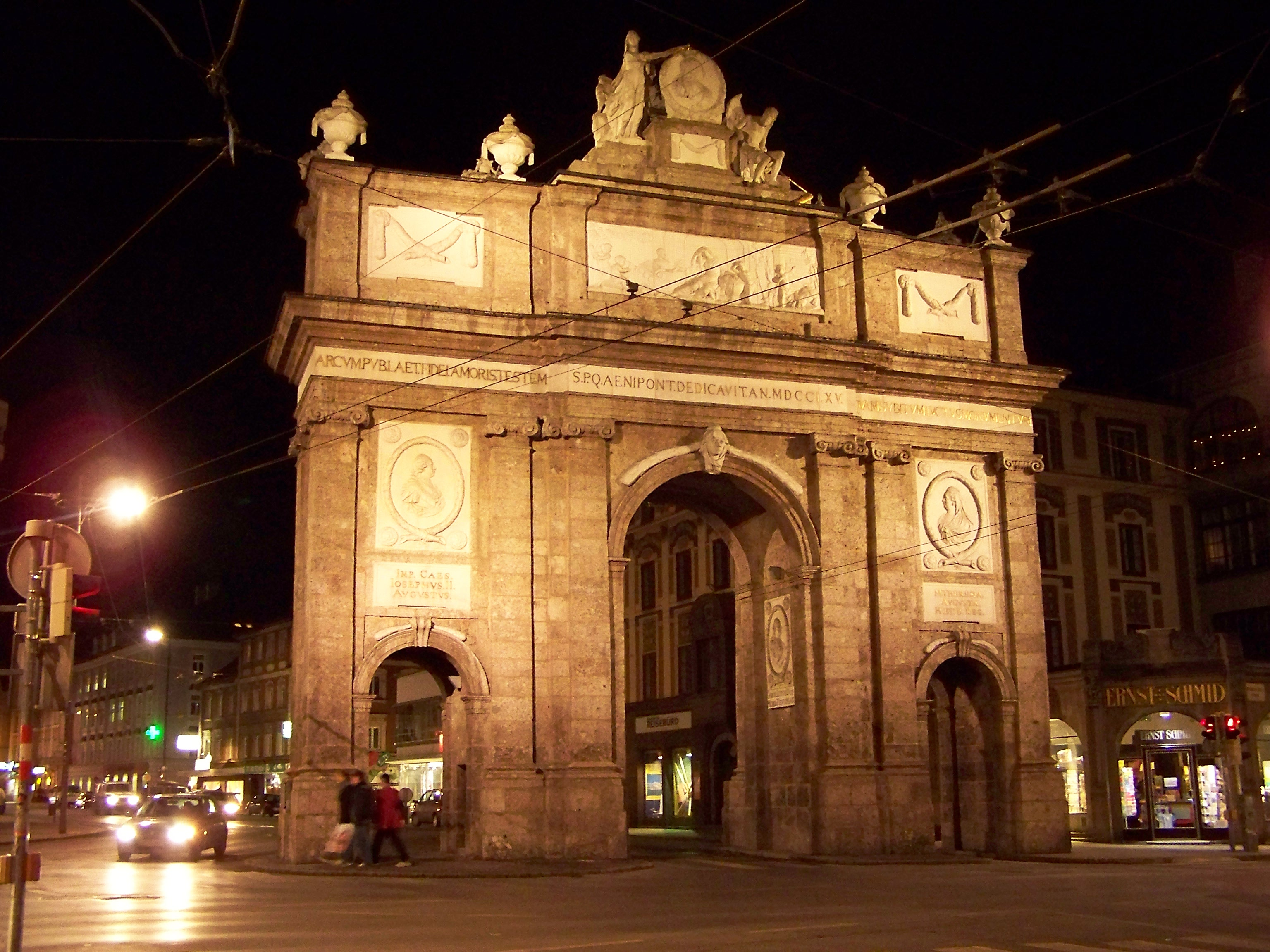
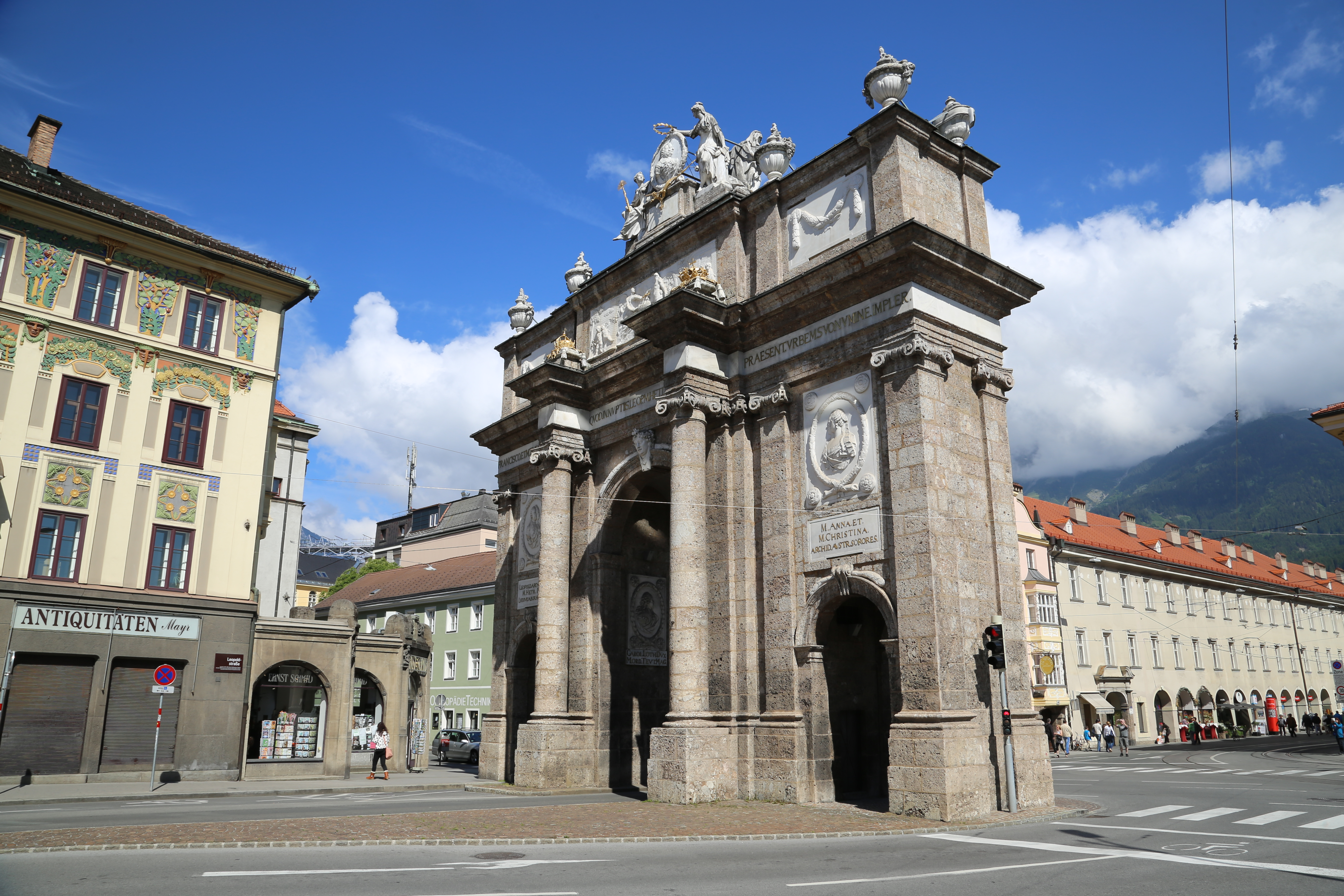
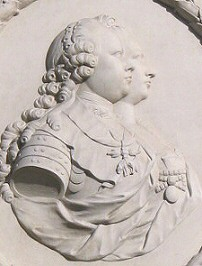
Das Hochzeitspaar

## Nachweise
- 6020 Innsbruck, Maria Theresien-Straße – Triumphpforte, Burghauptmannschaft Österreich

Koordinaten: 47° 15′ 45″ N, 11° 23′ 41″ O